# Publio Servilio Vatia Isáurico (cónsul 79 a. C.)
Publio Servilio Vatia Isáurico (en latín, Publius Servilius C. f. M. n. Vatia Isauricus) fue un senador y cónsul romano, nieto de Quinto Cecilio Metelo Macedónico.

## Carrera política
Aparece mencionado por primera vez en el año 100 a. C. cuando cogió las armas contra Apuleyo Saturnino junto con otros aristócratas.
Designado por el dictador Lucio Cornelio Sila para el consulado en el año 79 a. C., junto a Apio Claudio Pulcro como colega consular. Fue el padre de Publio Servilio Vatia Isáurico, (cónsul en dos ocasiones, en 48 a. C. y en 41 a. C.).
Al año siguiente (78 a. C.) obtuvo el gobierno proconsular de la provincia de Cilicia, donde fue enviado con una poderosa flota y ejército, con el fin de limpiar el mar de los piratas, contra los cuales luchó con gran habilidad y éxito. Al principio los derrotó fácilmente en un combate naval en la costa de la provincia; entonces los piratas se refugiaron en sus fortalezas en las montañas que bordean la costa sur de Asia Menor. 
Servilio procedió a atacar a estas fortalezas, las cuales se defendieron con gran obstinación y coraje. Sólo tenemos relatos muy fragmentarios de esta guerra, que ocupó a Servilio unos tres años, pero fue una lucha muy dura para los soldados romanos y con feroz resistencia de los salvajes habitantes de estas zonas. La primera fortaleza ocupada fue Olimpo, una ciudad de Licia, situada en la montaña del mismo nombre, y defendida por el caudillo de los bandidos, llamado Cenicetes, que murió con los suyos en las llamas de la ciudad; después conquistó Fasélide en Panfilia, así como otras fortalezas de menor importancia, después de lo cual entró en Cilicia, donde tomó por asalto la fortaleza de Córico en la costa. Habiendo sometido los bastiones de los piratas en la costa, se decidió llevar la lucha contra los bandidos en el interior del país; de esta forma cruzó los Montes Tauro (la primera vez que el ejército romano cruzaba estas montañas) y se dirigió directamente contra el pueblo de los isaurios, asediando su capital Isaura que pudo conquistar después de desviar el río que suministraba agua a la ciudad. El ejército lo saludó entonces como imperator y recibió el cognomen de Isáurico.
Después de organizar Cilicia como provincia romana, regresó a Roma, donde se le otorgó un triunfo en el año 74 a. C.. Su triunfo fue muy brillante; el pueblo acudió a ver a Nicon y a otros líderes piratas capturados, que caminaban en la procesión, y también el gran botín que había obtenido en las ciudades conquistadas y que fue depositado en el tesoro público, sin apropiarse de ninguna parte para sí mismo, tal como acostumbraban la mayoría de los procónsules.
Después de regresar a Roma, Vatia Isáurico fue considerado como uno de los principales miembros del Senado, y es mencionado con frecuencia en los discursos y en las cartas de Cicerón en términos de gran respeto. En 70 a. C. sirvió como uno de los jueces en el juicio contra Cayo Verres y apoyó en el año 66 a. C. el nombramiento de Cneo Pompeyo Magno como comandante supremo para dirigir la guerra contra los piratas del Mediterráneo. En 63 a. C. fue candidato a Pontífice Máximo pero fue derrotado por Julio César, que había servido bajo sus órdenes en Cilicia; el mismo año apoyó a Cicerón en la represión contra la conspiración de Catilina y fue partidario de aplicar la pena máxima a los conspiradores. En 57 a. C. apoyó en llamar a Cicerón de su destierro; y en 56 a. C. se opuso a la restauración de Ptolomeo XII Auletes en el reino de Egipto. 
En el año 55 a. C. fue elegido censor junto con Marco Valerio Mesala Nigro. No tomó parte en la guerra civil y murió en Roma en 44 a. C.